# Milivoj Ašner
Pour les articles homonymes, voir Asner.
Milivoj Ašner, également connu sous l'identité de Georg Aschner, né le 21 avril 1913 à Daruvar, mort le 14 juin 2011, était chef de la Police Oustachi dans l'État indépendant de Croatie mis en place après l'invasion nazie du royaume de Yougoslavie. Il est notamment accusé par la Croatie d'avoir fait déporter des centaines de Juifs, de Serbes, de Roms et de communistes croates vers les camps de concentration. 

## Après-guerre
Après la guerre, Ašner se réfugie en Autriche et vit depuis 2006 à Klagenfurt. Une première demande d'extradition formulée conjointement par l'État croate et le Centre Simon-Wiesenthal, qui classe Ašner 4e sur sa liste des criminels nazis recherchés est soumise à l'Autriche, qui la refuse en se basant sur deux rapports de psychiatres concluant que son état de santé ne lui permettait pas d'être soumis à un interrogatoire ou d'être présenté devant la justice. 
En 2005, la Croatie accuse Ašner de crime contre l'humanité et de crime de guerre dans la ville de Požega entre 1941 et 1942.
En juin 2008, il est repéré par un journaliste du journal tabloïd britannique The Sun, sur ses traces, lors d'un match de l'Euro 2008. Les photos de Ašner paraissent le 16 juin à la une du journal, entraînant une nouvelle demande du Centre Wiesenthal afin d'accéder à l'extradition vers la Croatie. Le Centre affirme que « Compte tenu de ces circonstances, il n'y a absolument aucune justification au refus d'extradition de ce criminel de guerre nazi recherché vers le pays où il a commis ses crimes afin qu'il puisse enfin y être jugé » considérant que la participation à un match « prouve abondamment qu'Asner est en bonne santé, lucide et capable de se déplacer tout seul, contrairement à ce qu'a décidé un tribunal autrichien ».
Il est mort en juin 2011, dans une maison de retraite de Klagenfurt, en Autriche.